# Culpinia prouti
Culpinia prouti är en fjärilsart som beskrevs av Thierry-mieg 1913. Culpinia prouti ingår i släktet Culpinia och familjen mätare. Inga underarter finns listade i Catalogue of Life.